# 高啸平
高啸平（1914年—1970年3月），原名高文彬，曾用名高凌云、高峰。江苏淮阴人。曾任江苏省委农村工作部部长、江苏省委组织部长、江苏省委宣传部长、江苏省委统战部长、第三届全国人大代表、中共八大代表、江苏省第三届政协常委。

## 生平
1938年2月参加革命，1938年5月加入中国共产党。